# 1999
|  | Aquest article tracta sobre l'any. Vegeu-ne altres significats a «1999 (Love of Lesbian)». |

1999 (MCMXCIX) fou un any normal començat en divendres, corresponent a l'any 1000 del calendari Igbo i al 5100 del Kali Yuga.

## Esdeveniments

17 juny: Clinton (EUA) i Chirac (FR)

- 1 de gener, Europa: entra en vigor l'euro (€) en onze dels quinze països de la Unió Europea, només com a unitat de compte així que es continuen fent servir les monedes de cada país per a efectuar pagaments en metàl·lic, tanmateix el tipus de canvi de moneda entre aquestes queda fixat de manera invariable, fins al primer de gener del 2002, data en què es posen en circulació les monedes i bitllets de la moneda única.
- 21 de gener, Badalona: es reinaugura el remodelat Teatre Zorrilla.[1]
- 18 de maig, Sallent: La festa de les Enramades és declarada Festa tradicional d’interès nacional per acord del Govern de la Generalitat de Catalunya.[2]
- 11 de setembre, es publica el llibre Jo no sóc espanyol, de Víctor Alexandre.
- 1 de novembre, Vilafranca del Penedès: es carrega per primer cop una torre de vuit sense folre, per part dels Castellers de Vilafranca.

Resta del món
- 25 de gener: Es comença a emetre la sèrie de televisió Zoboomafoo
- 16 de febrer, Uzbekistan: Es produeixen una cadena d'atemptats amb cotxe bomba a la capital Taixkent.
- 4 de març, Estats Units: s'hi publica un llibre que relata l'afer de Bill Clinton amb Monica Lewinsky.
- 12 de març: Polònia, Hongria i la República Txeca es converteixen en membres de l'OTAN.
- 1 d'abril: es forma el territori canadenc de Nunavut.
- 9 d'abril: és assassinat el president de Nigèria, Ibrahim Baré Maïnassara.
- 23 de juliol, cap Canaveral: El Columbia surt a l'espai en la primera missió comandada per una dona, Eileen Collins.[3]
- 17 d'agost, İzmit, Turquia: Un terratrèmol de magnitud 7,4 en l'escala de magnitud de moment deixa 17.000 morts.
- 1 d'octubre: L'Aeroport Internacional de Xangai-Pudong obre les portes a la Xina, assumint tots els vols internacionals des de Hongqiao.
- 7 d'octubre, Moscou, Rússia: La periodista Anna Politkóvskaia, una de les periodistes més crítiques amb el govern rus de Putin per la corrupció i els crims de guerra en la segona guerra de Txetxènia.[4]
- 31 d'octubre
  - El vol 990 d'EgyptAir, que viatjava de Nova York al Caire, es va estavellar enfront de la costa de Nantucket, Massachusetts, matant als 217 a bord.[5]
  - L'Església Catòlica Romana i diversos líders de l'Església Luterana signen la Declaració Conjunta sobre la Doctrina de la Justificació, intentant resoldre una disputa doctrinal centenària sobre la naturalesa de la fe i la salvació.[6]
- 5 de novembre, Madrid Espanya: s'hi promulga la llei que permet als pares de triar l'ordre dels dos cognoms dels fills.
- 31 de desembre, Panamà: el Canal passa a mans panamenyes, d'acord amb els Tractats que Jimmy Carter i Omar Torrijos havien signat i que el Senat dels Estats Units havia ratificat el 18 d'abril de 1978.
- 31 de desembre: En finalitzar el dia acaben els anys 1000 i comencen els anys 2000. El canvi de la unitat de miler en la data convoca una de les celebracions més grans de la història.
- el Regne Unit: es duu a terme el procés de devolució de competències al Parlament Escocès (Devolution).
- Es funda l'empresa Xrefer.

- Formació de la banda de Melbourne, Clann Zú

### Cinema i televisió
Categoria principal: Pel·lícules del 1999
| M/d   | Direcció        | Títol                             | Gènere         |
| ----- | --------------- | --------------------------------- | -------------- |
|       | Conrad Son      | Les excursionistes calentes       | pornogràfic    |
| 09/03 | Woody Allen     | Acords i desacords                | com. dramàtica |
| 05/13 | Daniel Barone   | Alma mía                          | com. romàntica |
| 05/19 | Jim Jarmusch    | Ghost Dog: The Way of the Samurai | acció          |
| 07/16 | Stanley Kubrick | Eyes Wide Shut                    | drama eròtic   |
| 07/09 | Turi Meyer      | Candyman: Day of the Dead         | por            |

### Música i ràdio
| M/d   | Artistes              | Títol                       | Estils     |
| ----- | --------------------- | --------------------------- | ---------- |
|       | Antònia Font          | Antònia Font                | pop        |
|       | Inadaptats            | X                           | rock fusió |
| 10/11 | Coldplay              | The Blue Room               | pop        |
| 11/16 | Dr. Dre               | 2001                        | rap        |
| 08/10 | Lynyrd Skynyrd        | Edge of Forever             | rock       |
| 11/23 | Metallica             | S&M                         | rock simf. |
|       | Ada Milea             | Republica Mioritică România | cançó      |
| 09/09 | Muse                  | Showbiz                     | rock alt.  |
| 06/08 | Red Hot Chili Peppers | Californication             | rock       |
| 09/14 | Joaquín Sabina        | 19 días y 500 noches        | cançó      |
| 11/09 | Savage Garden         | Affirmation                 | pop        |
| 03/08 | Silverchair           | Neon Ballroom               | rock alt.  |
| 09/20 | Supergrass            | Supergrass                  | rock alt.  |
| 05/24 | Travis                | The Man Who                 | rock alt.  |

Categoria principal: Discs del 1999

### Premis Nobel
| Camp                  | Guardonats                                 |
| --------------------- | ------------------------------------------ |
| Física                | - Gerardus´t Hooft - Martinus J.G. Veltman |
| Química               | - Ahmed Zewail                             |
| Medicina o Fisiologia | - Günter Blobel                            |
| Literatura            | - Günter Grass                             |
| Pau                   | - Médecins Sans Frontières                 |
| Economia              | - Robert Mundell                           |

## Naixements
| M/d   | Nom i cognoms    | Activitat          | Origen       |
| ----- | ---------------- | ------------------ | ------------ |
| 03/02 | Pep Busquets     | jugador de bàsquet | granollerí   |
| 05/22 | Camren Bicondova | actriu             | californiana |

Les persones nascudes el 1999 faran 26 anys durant 2025.
Països Catalans
- 28 d'abril, Beniparrell: Ana Puertes Espadas, pilotaire valenciana, jugant en la modalitat de raspall.[7]
- 10 de juny, Vilassar de Mar: Ona Batlle Pascual, futbolista catalana, defensa del FC Barcelona.[8]
- 27 de juny, Sant Climent de Llobregat: Aitana Ocaña, coneguda com a Aitana, cantant catalana.[9]

Resta del món
- 11 de juny:
  - Atlanta: Katelyn Nacon, actriu estatunidenca.
  - Aquisgrà: Kai Havertz, futbolista alemany.
- 27 de juny - Atlanta: Chandler Riggs, actor estatunidenc.

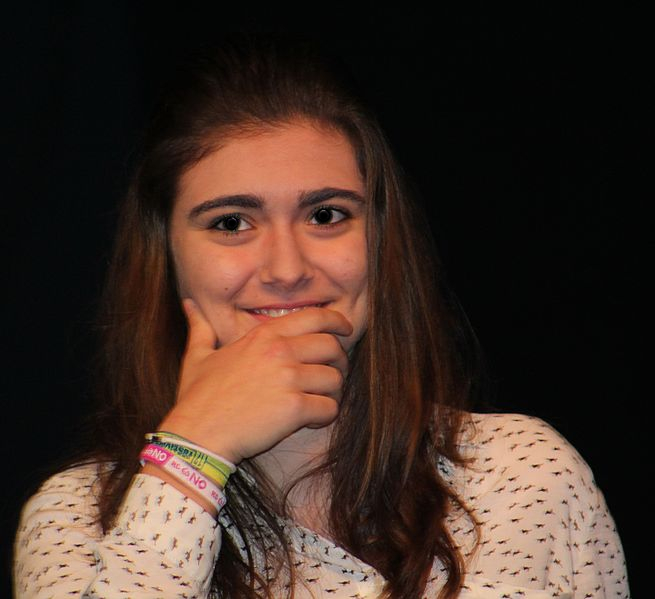
Anna de Beniparrell
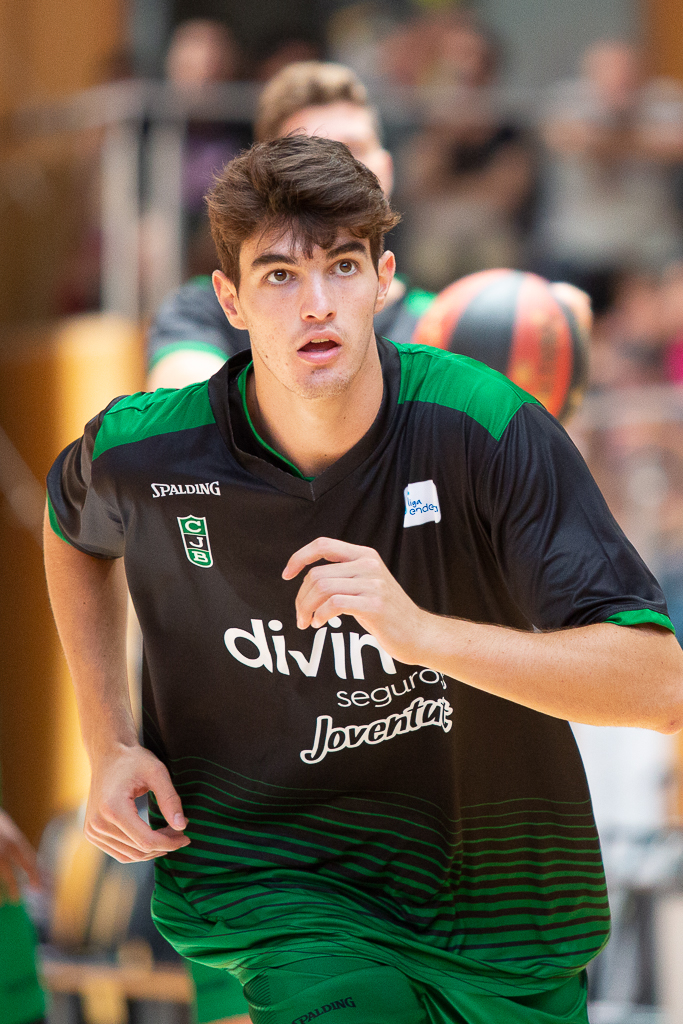
Pep Busquets
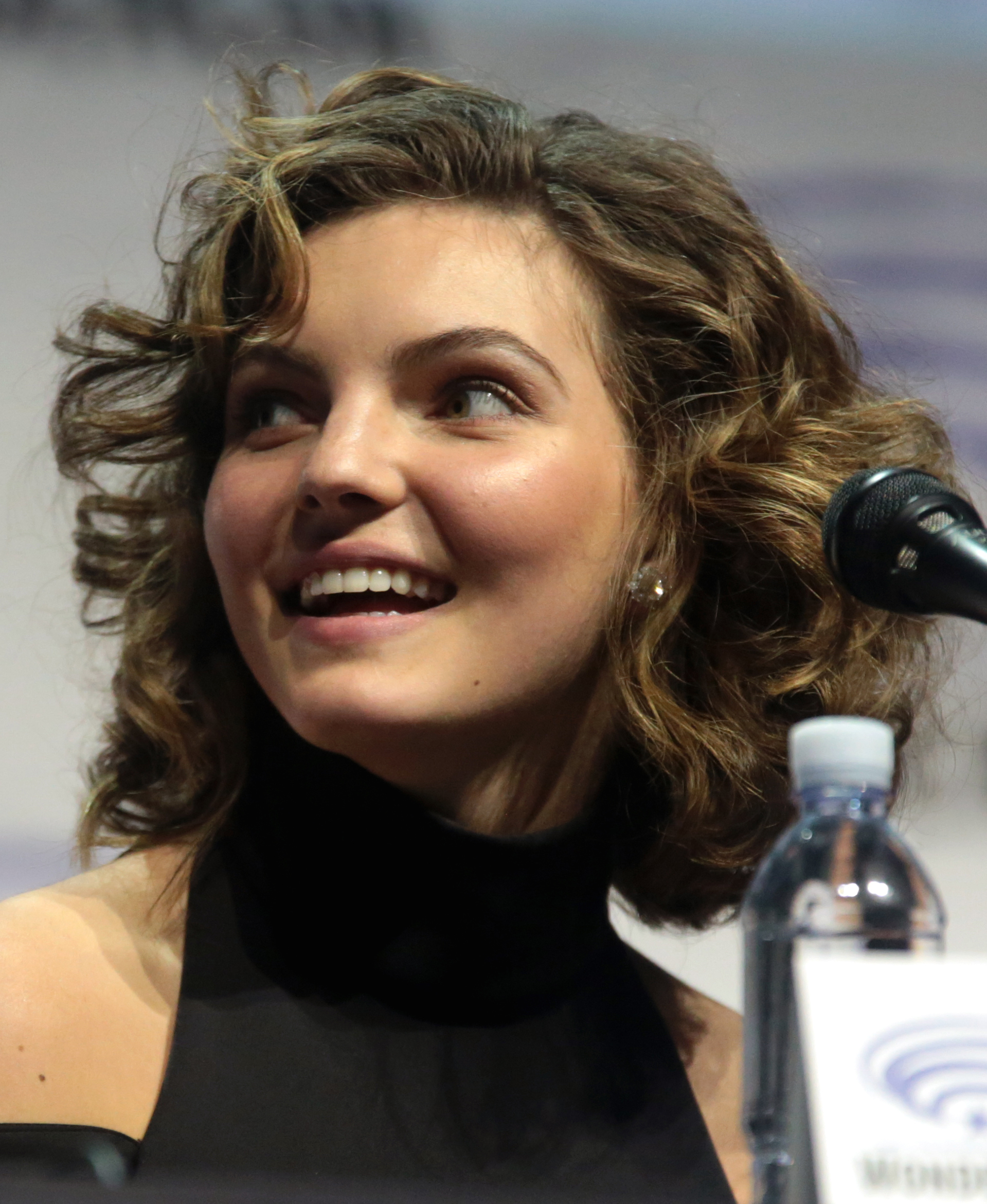
Camren Bicondova

## Defuncions
| #     | Nom i llinatges        | Activitat | Origen      | E/M |
| ----- | ---------------------- | --------- | ----------- | --- |
| 05/04 | Lluís Casanova Giner   | empresari | oliver      | 90  |
| 10/18 | Eduard Soler i Estruch | escriptor | castelloner | 87  |
| 12/22 | Per Pavels Aabel       | actor     | noruec      | 97  |

Categoria principal: Morts el 1999
Entre les morts destacades de l'any hi ha les dels cantants Carles Sabater i Amália Rodrigues, el cineasta Stanley Kubrick o el compositor Joaquín Rodrigo.

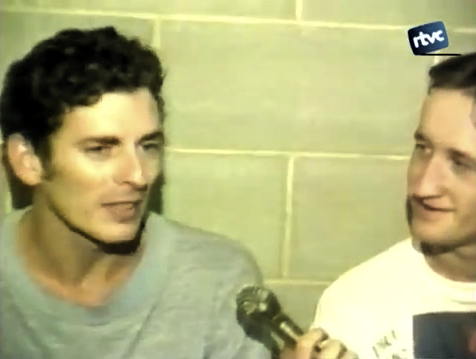
13/II Carles Sabater
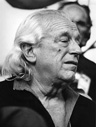
XI/28 Rafael Alberti

Països Catalans
- 13 de febrer - Vilafranca del Penedès, Alt Penedès: Carles Sabater, cantant de Sau i actor (n. 1962).
- 15 de març - Barcelona: Mercè Torrents i Bertrana, pedagoga i escriptora catalana.[10]
- 19 de març - Barcelona: José Agustín Goytisolo, poeta català en llengua castellana (n. 1928).[11]
- 14 d'abril, Barcelona: Tone Høverstad, dissenyadora gràfica noruega afincada a Barcelona.[12]
- 18 d'abril - Madrid, Espanya: Vicente Escrivá Soriano, productor, guionista i director de cinema i televisió valencià (n. 1913).
- 23 d'abril - Figueres: Maria Àngels Anglada i d'Abadal, poetessa i novel·lista.[13]
- 27 d'abril - Barcelona: Dolors Castelltort i Vila, atleta i jugadora de bàsquet (n. 1913).[14]
- 24 de maig - Terrassa: Rosa Puig i Llonch, compositora, pianista, professora (n. 1901).[15]
- 6 de juliol - Madrid: Joaquín Rodrigo Vidre, compositor valencià (97 anys).[16]
- 9 de juliol - Badalona: Joan Pich i Santasusana, músic català, violoncel·lista, compositor, pedagog i director d'orquestra (n. 1911).[17]
- 29 d'agost - Sant Cugat del Vallès: Pilar Llorens i Souto –Pastora Martos–, ballarina, traductora, creadora i crítica de dansa (n. 1929).[18]
- 1 de desembre - Barcelona: Carme Millà Tersol, dibuixant i cartellista anarquista catalana.[19]
- 6 de desembre, Madrid: Josita Hernán, actriu, directora d'escena i professora de teatre.[20]
- 7 de desembre - Palma, Mallorca: Catalina Valls Aguiló –Catina Valls–, actriu de teatre mallorquina i directora teatral (n. 1906).[21]
- 27 de desembre - Lleidaː Maria Dolors Sabaté i Andreu, infermera, llevadora i dirigent de moviments de cristians obrers.[22]

Resta del món
- 3 de gener, Addlestone, Surrey: Violet Olney, atleta britànica, medalla de plata als Jocs Olímpics de Berlín de 1936 (n. 1911).[23]
- 27 de gener, Salamanca, Espanya: Gonzalo Torrente Ballester, novel·lista, crític, autor dramàtic i periodista espanyol (88 anys).
- 2 de febrer, Nova York, Estats Units: Marie Van Brittan Brown, infermera i inventora estatunidenca (n. 1922).[24]
- 5 de febrer, Sant Petersburg, Rússia: Wassily Leontief, economista guardonat amb el Premi Nobel d'Economia de 1973 (n. 1906).[25]
- 8 de febrer, Oxford (Anglaterra): Iris Murdoch, escriptora i filòsofa britànica (n. 1919).[26]
- 15 de febrer, Wakulla Springs State Park, Florida (EUA): Henry W. Kendall, físic estatunidenc, Premi Nobel de Física de 1990 (n. 1926).
- 20 de febrer, Londres: Sarah Kane, dramaturga britànica, referent del teatre contemporani (n. 1971).[27]
- 21 de febrer, Chapel Hill, Carolina del Nord (EUA): Gertrude Belle Elion, farmacòloga i bioquímica estatunidenca, Premi Nobel de Medicina o Fisiologia de l'any 1988 (n. 1918).[28]
- 23 de febrer, Eastbourne, Anglaterra: Ruth Gipps, compositora, oboista, pianista, directora d'orquestra i professora (n. 1921).[29]
- 25 de febrer, Lafayette, Califòrnia (EUA): Glenn Theodore Seaborg, físic i químic estatunidenc, Premi Nobel de Química de l'any 1951 (n. 1912).
- 28 de febrer, Fuzhou, Fujian: Bing Xin, poetessa i novel·lista xinesa del segle xx (n. 1900).[30]
- 3 de març, Ottawa (Canadà): Gerhard Herzberg, físic i químic canadenc d'origen alemany, Premi Nobel de Química de l'any 1971 (n. 1904).
- 7 de març, Hertfordshire, Kent, Anglaterra: Stanley Kubrick, director de cinema (70 anys).[31]
- 8 de març, Buenos Aires, Argentina: Adolfo Bioy Casares, escriptor argentí (n. 1914).
- 12 de març, Berlín: Yehudi Menuhin, violinista i director d'orquestra jueu d'origen estatunidenc i nacionalitzat britànic (n. 1916).[32]
- 15 de març, Lurgan: Rosemary Nelson, destacada advocada irlandesa defensora dels drets humans (n. 1958).[33]
- 19 de març, Sevilla: Juanita Reina, cantant de tonades i actriu de cinema espanyola (n. 1925).[34]
- 27 de marçː Madridː Ernestina de Champourcín, poeta espanyola de la Generació del 27.[35]
- 23 d'abril, Los Angeles: Melba Liston, trombonista, arranjadora i compositora de jazz estatunidenca (n. 1926).[36]
- 29 d'abril, Pequín (Xina): Yao Xueyin, escriptor xinès, Premi Mao Dun de Literatura de l'any 1982 (n. 1910).[37]
- 12 de maig, Sant Petersburg, Rússia: Ígor Diàkonov, historiador, lingüista i traductor rus (84 anys).
- 14 de juny, Màlaga: Dolores Jiménez Alcántara, La Niña de La Puebla, cantaora de flamenc i de copla andalusa (n. 1908).[38]
- 24 de juny, Perpinyà: Adela Carreras Taurà –Adelita del Campo–, locutora radiofònica a Radio Paris Internacional i activista antifranquista catalana.[39]
- 1 de juliol, Nova York: Sylvia Sidney, actriu estatunidenca (n. 1910).[40]
- 23 de juliol, Rabat (Marroc): Hassan II, rei del Marroc de la dinastia alauita (n. 1929).[41]
- 26 de juliol, Oslo (Noruega): Trygve Haavelmo, economista noruec, Premi Nobel d'Economia de l'any 1989 (n. 1911).[42]
- 3 d'agost, Damasc, Síria: Abd al-Wahhab al-Bayati, poeta iraquià (72 anys).
- 10 d'agost, Norderstedt, Alemanya: Ernst Bader, actor, cantautor i compositor alemany (85 anys).
- 15 d'agost, Buenos Aires, La Pampa, Argentina: Olga Orozco, poetessa argentina (n. 1920).[43]
- 19 d'agost, El Espinar, Segovia: Irene Lewy Rodríguez –Irene Falcón–, periodista i secretària personal de Dolores Ibárruri (n. 1907).[44]
- 20 de setembre, El Caire, Egipte: Tahia Carioca, actriu i ballarina egípcia (n. 1920).
- 22 de setembre, Westlake Village, Califòrnia,(EUA): George C. Scott, actor, director de cinema i productor estatunidenc (n. 1927).[45]
- 11 d'octubre, Radda in Chianti, Toscana: Leo Lionni, dissenyador gràfic, pintor i il·lustrador i creador de llibres per a nens i nenes.[46]
- 6 d'octubre, Lisboa, Portugal: Amália Rodrigues, fadista, cantant i actriu portuguesa.[47]
- 14 d'octubre, Londres, Regne Unit: Julius Nyerere, professor i polític tanzà, que exercí com a primer President de Tanzània des de la independència d'aquest territori l'any 1962 fins a la seva retirada l'any 1985 (n. 1922).[48]
- 19 d'octubre, París: Nathalie Sarraute, escriptora francesa d'origen rus, figura destacada del nouveau roman (n. 1900).[49]
- 27 d'octubre, París: Charlotte Perriand, arquitecta i dissenyadora francesa (n. 1903).[50]
- 28 d'octubre, El Puerto de Santa María, Espanya: Rafael Alberti, poeta espanyol.
- 30 d'octubre, Santiago de Compostel·la, Galícia: Uxío Novoneyra, poeta i escriptor de contes infantils gallec (69 anys).
- 6 de novembre, Le Plessis-Robinson, (França): Sleim Ammar, psiquiatra, psicoanalista i poeta tunisià (72 anys).
- 14 de novembre, Hèlsinki: Rut Bryk, artista finlandesa, pionera de l'art ceràmic modern (n. 1916).[51]
- 19 de novembre, París: Yvette Cauchois, física francesa, pionera en la recerca europea del sincrotró.[52]
- 29 de novembre, Madrid: Carmen Díez de Rivera, política i eurodiputada espanyola durant la transició (n. 1942).[53]
- 17 de desembre, Buffalo, estat de Nova York: Grover Washington, Jr., saxofonista de jazz.
- 18 de desembre, París: Robert Bresson, cineasta francès (98 anys).[54]
- 24 de desembre, Buenos Aires: Grete Stern, dissenyadora i fotògrafa alemanya-argentina, alumna de la Bauhaus (n.1904).[55]

## 1999 en la ficció
L'anime del 1981 Hyaku Jūō Goraion, conegut a occident com a Voltron, està ambientat en 1999; en la pel·lícula Curs del '99 (1989), els professors d'un institut són androides assassins.